# Лауреати Державної премії України в галузі науки і техніки (2001)
Державна премія України в галузі науки і техніки — лауреати 2001 року.
На підставі подання Комітету з Державних премій України в галузі науки і техніки Президент України Леонід Кучма видав Указ № 1168/2001 від 3 грудня 2001 року «Про присудження Державних премій України в галузі науки і техніки 2001 року».
На 2001 рік розмір Державної премії України в галузі науки і техніки склав 75 000 гривень кожна.

## Лауреати Державної премії України в галузі науки і техніки 2001 року
| Премійована робота | Лауреати                            | Коротко про лауреата |
| --- | ----------------------------------- | --- |
| За розробку та впровадження ресурсозберігаючої технології виробництва конкурентноздатного на світовий ринку арматурного прокату нового покоління.                                                                | Любімов Іван Михайлович             | кандидат технічних наук, генеральний директор відкритого акціонерного товариства "Холдинг-компанія «Інтермет» |
| За розробку та впровадження ресурсозберігаючої технології виробництва конкурентноздатного на світовий ринку арматурного прокату нового покоління.                                                                | Кривошеєв Петро Іванович            | кандидат технічних наук, директор Державного науково-дослідного інституту будівельних конструкцій |
| За розробку та впровадження ресурсозберігаючої технології виробництва конкурентноздатного на світовий ринку арматурного прокату нового покоління.                                                                | Сміяненко Ігор Миколайович          | директор по виробництву Криворізького державного гірничо-металургійного комбінату «Криворіжсталь» |
| За розробку та впровадження ресурсозберігаючої технології виробництва конкурентноздатного на світовий ринку арматурного прокату нового покоління.                                                                | Шеремет Володимир Олександрович     | технічний директор Криворізького державного гірничо-металургійного комбінату «Криворіжсталь» |
| За розробку та впровадження ресурсозберігаючої технології виробництва конкурентноздатного на світовий ринку арматурного прокату нового покоління.                                                                | Омесь Микола Михайлович             | кандидат технічних наук, заступник технічного директора Криворізького державного гірничо-металургійного комбінату «Криворіжсталь» |
| За розробку та впровадження ресурсозберігаючої технології виробництва конкурентноздатного на світовий ринку арматурного прокату нового покоління.                                                                | Дубина Олег Вікторович              | кандидат технічних наук, Перший віце-прем'єр-міністр України, колишній генеральний директор Криворізького державного гірничо-металургійного комбінату «Криворіжсталь»                                                                                |
| За розробку та впровадження ресурсозберігаючої технології виробництва конкурентноздатного на світовий ринку арматурного прокату нового покоління.                                                                | Сацький Віталій Антонович           | кандидат технічних наук, голова правління відкритого акціонерного товариства "Запорізький металургійний комбінат «Запоріжсталь» |
| За розробку та впровадження ресурсозберігаючої технології виробництва конкурентноздатного на світовий ринку арматурного прокату нового покоління.                                                                | Поляков Валерій Олександрович       | кандидат технічних наук, старший науковий співробітник Інституту чорної металургії імені З. І. Некрасова НАН України |
| За розробку та впровадження ресурсозберігаючої технології виробництва конкурентноздатного на світовий ринку арматурного прокату нового покоління.                                                                | Худик Юрій Тарасович                | кандидат технічних наук, завідувач відділу Інституту чорної металургії імені З. І. Некрасова НАН України |
| За розробку та впровадження ресурсозберігаючої технології виробництва конкурентноздатного на світовий ринку арматурного прокату нового покоління.                                                                | Вихлевщук Валерій Антонович         | доктор технічних наук, завідувач відділу Інституту чорної металургії імені З. І. Некрасова НАН України |
| За цикл праць «Україна крізь віки»: | Смолій Валерій Андрійович           | академік Національної академії наук України, директор Інституту історії України НАН України |
| За цикл праць «Україна крізь віки»: | Реєнт Олександр Петрович            | член-кореспондент Національної академії наук України, заступник директора Інституту історії України НАН України |
| За цикл праць «Україна крізь віки»: | Котляр Микола Федорович             | член-кореспондент Національної академії наук України, головний науковий співробітник Інституту історії України НАН України |
| За цикл праць «Україна крізь віки»: | Кульчицький Станіслав Владиславович | доктор історичних наук, заступник директора Інституту історії України НАН України |
| За цикл праць «Україна крізь віки»: | Даниленко Віктор Михайлович         | доктор історичних наук, завідувач відділу Інституту історії України НАН України |
| За цикл праць «Україна крізь віки»: | Русіна Олена Володимирівна          | кандидат історичних наук, старший науковий співробітник Інституту історії України НАН України |
| За цикл праць «Україна крізь віки»: | Толочко Олексій Петрович            | кандидат історичних наук, старший науковий співробітник Інституту історії України НАН України |
| За цикл праць «Україна крізь віки»: | Баран Володимир Данилович           | член-кореспондент Національної академії наук України, завідувач відділу Інституту археології НАН України |
| За цикл праць «Україна крізь віки»: | Степанков Валерій Степанович        | доктор історичних наук, завідувач кафедри Кам'янець-Подільського державного педагогічного університету |
| За цикл праць «Україна крізь віки»: | Трощинський Володимир Павлович      | доктор історичних наук, головний науковий співробітник Інституту соціології НАН України |
| За розробку теоретичних основ та впровадження нових високопродуктивних технологій, що підвищують ресурс і надійність роботи деталей та вузлів двигунів.                                                          | Богуслаєв В'ячеслав Олександрович   | доктор технічних наук, голова правління відкритого акціонерного товариства «Мотор-Січ» |
| За розробку теоретичних основ та впровадження нових високопродуктивних технологій, що підвищують ресурс і надійність роботи деталей та вузлів двигунів.                                                          | Жеманюк Павло Дмитрович             | кандидат технічних наук, заступник генерального директора відкритого акціонерного товариства «Мотор-Січ» |
| За розробку теоретичних основ та впровадження нових високопродуктивних технологій, що підвищують ресурс і надійність роботи деталей та вузлів двигунів.                                                          | Кривцов Володимир Станіславович     | доктор технічних наук, ректор Національного аерокосмічного університету імені М. Є. Жуковського «Харківський авіаційний інститут» |
| За розробку теоретичних основ та впровадження нових високопродуктивних технологій, що підвищують ресурс і надійність роботи деталей та вузлів двигунів.                                                          | Долматов Анатолій Іванович          | доктор технічних наук, завідувач кафедри Національного аерокосмічного університету імені М. Є. Жуковського «Харківський авіаційний інститут» |
| За розробку теоретичних основ та впровадження нових високопродуктивних технологій, що підвищують ресурс і надійність роботи деталей та вузлів двигунів.                                                          | Борисевич Володимир Карпович        | доктор технічних наук, професор кафедри Національного аерокосмічного університету імені М. Є. Жуковського «Харківський авіаційний інститут» |
| За розробку теоретичних основ та впровадження нових високопродуктивних технологій, що підвищують ресурс і надійність роботи деталей та вузлів двигунів.                                                          | Ляшенко Борис Артемович             | доктор технічних наук, завідувач відділу Інституту проблем міцності НАН України |
| За розробку теоретичних основ та впровадження нових високопродуктивних технологій, що підвищують ресурс і надійність роботи деталей та вузлів двигунів.                                                          | Жолткевич Микола Дмитрович          | доктор технічних наук, директор Державного підприємства «Харківський науково-дослідний інститут технології машинобудування» |
| За розробку теоретичних основ та впровадження нових високопродуктивних технологій, що підвищують ресурс і надійність роботи деталей та вузлів двигунів.                                                          | Мовшович Ісаак Якович               | доктор технічних наук, головний інженер Державного підприємства «Харківський науково-дослідний інститут технології машинобудування» |
| За розробку теоретичних основ та впровадження нових високопродуктивних технологій, що підвищують ресурс і надійність роботи деталей та вузлів двигунів.                                                          | Подольський Борис Аврамович         | кандидат технічних наук, старший науковий співробітник Державного підприємства «Харківський науково-дослідний інститут технології машинобудування»                                                                                                   |
| За розробку теоретичних основ та впровадження нових високопродуктивних технологій, що підвищують ресурс і надійність роботи деталей та вузлів двигунів.                                                          | Власенко Василь Миколайович         | провідний інженер Державного підприємства «Харківський науково-дослідний інститут технології машинобудування» |
| За створення та освоєння виробництва вітчизняних зернозбиральних комбайнів КЗС-9-1 «Славутич» та КЗС-1580 «Лан».                                                                                                 | Конюхов Станіслав Миколайович       | академік Національної академії наук України, генеральний конструктор Державного конструкторського бюро «Південне» імені М. К. Янгеля |
| За створення та освоєння виробництва вітчизняних зернозбиральних комбайнів КЗС-9-1 «Славутич» та КЗС-1580 «Лан».                                                                                                 | Бондар Михайло Анатолійович         | заступник головного конструктора Державного конструкторського бюро «Південне» імені М. К. Янгеля |
| За створення та освоєння виробництва вітчизняних зернозбиральних комбайнів КЗС-9-1 «Славутич» та КЗС-1580 «Лан».                                                                                                 | Кравчук Володимир Іванович          | кандидат технічних наук, директор Державного департаменту транспортного і сільськогосподарського машинобудування Міністерства промислової політики України                                                                                           |
| За створення та освоєння виробництва вітчизняних зернозбиральних комбайнів КЗС-9-1 «Славутич» та КЗС-1580 «Лан».                                                                                                 | Буряченко Володимир Іванович        | кандидат технічних наук, генеральний директор відкритого акціонерного товариства «Херсонські комбайни» |
| За створення та освоєння виробництва вітчизняних зернозбиральних комбайнів КЗС-9-1 «Славутич» та КЗС-1580 «Лан».                                                                                                 | Берман Олександр Павлович           | виконавчий директор відкритого акціонерного товариства «Херсонські комбайни» |
| За створення та освоєння виробництва вітчизняних зернозбиральних комбайнів КЗС-9-1 «Славутич» та КЗС-1580 «Лан».                                                                                                 | Коваль Сергій Миколайович           | кандидат технічних наук, перший заступник директора Українського державного центру по випробуванню та прогнозуванню техніки і технологій для сільськогосподарського виробництва, Київська область                                                    |
| За створення та освоєння виробництва вітчизняних зернозбиральних комбайнів КЗС-9-1 «Славутич» та КЗС-1580 «Лан».                                                                                                 | Нєдовєсов Віктор Іванович           | кандидат технічних наук, завідувач лабораторії Національного наукового центру «Інститут механізації та електрифікації сільського господарства», Київська область                                                                                     |
| За створення та освоєння виробництва вітчизняних зернозбиральних комбайнів КЗС-9-1 «Славутич» та КЗС-1580 «Лан».                                                                                                 | Саєнко Віктор Митрофанович          | голова правління закритого акціонерного товариства "Завод «Автоштамп», Кіровоградська область |
| За створення та освоєння виробництва вітчизняних зернозбиральних комбайнів КЗС-9-1 «Славутич» та КЗС-1580 «Лан».                                                                                                 | Богун Олександр Олександрович       | головний інженер спеціалізованого конструкторського бюро закритого акціонерного товариства "Завод «Автоштамп», Кіровоградська область |
| За створення та освоєння виробництва вітчизняних зернозбиральних комбайнів КЗС-9-1 «Славутич» та КЗС-1580 «Лан».                                                                                                 | Кумпан Віктор Карпович              | голова правління відкритого акціонерного товариства "Конструкторське бюро «Бердянськсільмаш» |
| За комплекс дослідно-конструкторських та технологічних розробок по впровадженню високих технологій при виробництві волоконно-оптичних кабелів.                                                                   | Іоргачов Дмитро Васильович          | кандидат технічних наук, генеральний директор відкритого акціонерного товариства "Одеський кабельний завод «Одесакабель» |
| За комплекс дослідно-конструкторських та технологічних розробок по впровадженню високих технологій при виробництві волоконно-оптичних кабелів.                                                                   | Бондаренко Олег Володимирович       | кандидат технічних наук, начальник науково-дослідного відділу відкритого акціонерного товариства "Одеський кабельний завод «Одесакабель» |
| За комплекс дослідно-конструкторських та технологічних розробок по впровадженню високих технологій при виробництві волоконно-оптичних кабелів.                                                                   | Дащенко Олександр Федорович         | доктор технічних наук, провідний спеціаліст відкритого акціонерного товариства "Одеський кабельний завод «Одесакабель» |
| За комплекс дослідно-конструкторських та технологічних розробок по впровадженню високих технологій при виробництві волоконно-оптичних кабелів.                                                                   | Кугот Василь Миколайович            | заступник головного технолога відкритого акціонерного товариства "Одеський кабельний завод «Одесакабель» |
| За комплекс дослідно-конструкторських та технологічних розробок по впровадженню високих технологій при виробництві волоконно-оптичних кабелів.                                                                   | Дубров Олександр Миколайович        | кандидат фізико-математичних наук, директор спільного Українсько-Американського підприємства «Керос-Київ» |
| За комплекс дослідно-конструкторських та технологічних розробок по впровадженню високих технологій при виробництві волоконно-оптичних кабелів.                                                                   | Усов Анатолій Васильович            | доктор технічних наук, провідний спеціаліст спільного Українсько-Американського підприємства «Керос-Київ» |
| За комплекс дослідно-конструкторських та технологічних розробок по впровадженню високих технологій при виробництві волоконно-оптичних кабелів.                                                                   | Голубов Олексій Григорович          | заступник Державного секретаря Міністерства промислової політики України |
| За комплекс дослідно-конструкторських та технологічних розробок по впровадженню високих технологій при виробництві волоконно-оптичних кабелів.                                                                   | Баранов Олександр Андрійович        | кандидат технічних наук, начальник управління зв'язку, телекомунікацій та інформатизації Київської міської державної адміністрації |
| За комплекс дослідно-конструкторських та технологічних розробок по впровадженню високих технологій при виробництві волоконно-оптичних кабелів.                                                                   | Яценко Олег Володимирович           | керівник відділення Українського інституту досліджень навколишнього середовища і ресурсів при Раді національної безпеки і оборони України |
| За нові фізичні ефекти в сильно анізотропних напівпровідниках і прилади на їхній основі. | Товстюк Корній Денисович            | член-кореспондент Національної академії наук України, директор Науково-технологічного центру «Грім», м. Львів |
| За нові фізичні ефекти в сильно анізотропних напівпровідниках і прилади на їхній основі. | Сливка Володимир Юлійович           | доктор фізико-математичних наук, ректор Ужгородського національного університету |
| За нові фізичні ефекти в сильно анізотропних напівпровідниках і прилади на їхній основі. | Берча Дарія Михайлівна              | доктор фізико-математичних наук, професор кафедри Ужгородського національного університету |
| За нові фізичні ефекти в сильно анізотропних напівпровідниках і прилади на їхній основі. | Ковалюк Захар Дмитрович             | доктор фізико-математичних наук, керівник Чернівецького відділення Інституту проблем матеріалознавства імені І. М. Францевича НАН України |
| За нові фізичні ефекти в сильно анізотропних напівпровідниках і прилади на їхній основі. | Іщенко Станіслав Степанович         | доктор фізико-математичних наук, провідний науковий співробітник Інституту фізики напівпровідників НАН України |
| За нові фізичні ефекти в сильно анізотропних напівпровідниках і прилади на їхній основі. | Моцний Федір Васильович             | доктор фізико-математичних наук, провідний науковий співробітник Інституту фізики напівпровідників НАН України |
| За нові фізичні ефекти в сильно анізотропних напівпровідниках і прилади на їхній основі. | Яремко Анатолій Михайлович          | доктор фізико-математичних наук, провідний науковий співробітник Інституту фізики напівпровідників НАН України |
| За нові фізичні ефекти в сильно анізотропних напівпровідниках і прилади на їхній основі. | Косевич Арнольд Маркович            | доктор фізико-математичних наук, завідувач відділу Фізико-технічного інституту низьких температур імені Б. І. Вєркіна НАН України |
| За нові фізичні ефекти в сильно анізотропних напівпровідниках і прилади на їхній основі. | Кошкін Володимир Мойсейович         | доктор фізико-математичних наук, завідувач кафедри Національного технічного університету «Харківський політехнічний інститут» |
| За нові фізичні ефекти в сильно анізотропних напівпровідниках і прилади на їхній основі. | Стахіра Йосип Михайлович            | доктор фізико-математичних наук, завідувач кафедри Львівського національного університету імені Івана Франка |
| За імплантуємі пристрої для лікування захворювань центральної нервової системи: науково-технічна розробка, виробництво та практичне застосування в закладах охорони здоров'я.                                    | Зозуля Юрій Панасович               | член-кореспондент Національної академії наук України, директор Інституту нейрохірургії імені академіка А. П. Ромоданова |
| За імплантуємі пристрої для лікування захворювань центральної нервової системи: науково-технічна розробка, виробництво та практичне застосування в закладах охорони здоров'я.                                    | Орлов Юрій Олександрович            | доктор медичних наук, завідувач відділу Інституту нейрохірургії імені академіка А. П. Ромоданова |
| За імплантуємі пристрої для лікування захворювань центральної нервової системи: науково-технічна розробка, виробництво та практичне застосування в закладах охорони здоров'я.                                    | Плавський Микола Віталійович        | науковий співробітник Інституту нейрохірургії імені академіка А. П. Ромоданова |
| За імплантуємі пристрої для лікування захворювань центральної нервової системи: науково-технічна розробка, виробництво та практичне застосування в закладах охорони здоров'я.                                    | Дзяк Людмила Антонівна              | доктор медичних наук, завідувач кафедри Дніпропетровської державної медичної академії |
| За імплантуємі пристрої для лікування захворювань центральної нервової системи: науково-технічна розробка, виробництво та практичне застосування в закладах охорони здоров'я.                                    | Кардаш Анатолій Михайлович          | кандидат медичних наук, доцент Донецького державного медичного університету імені М. Горького |
| За імплантуємі пристрої для лікування захворювань центральної нервової системи: науково-технічна розробка, виробництво та практичне застосування в закладах охорони здоров'я.                                    | Ольхов Валерій Михайлович           | кандидат медичних наук, доцент Вінницького державного медичного університету імені М. І. Пирогова |
| За імплантуємі пристрої для лікування захворювань центральної нервової системи: науково-технічна розробка, виробництво та практичне застосування в закладах охорони здоров'я.                                    | Мальченко Костянтин Іванович        | генеральний директор товариства з обмеженою відповідальністю «Дитячий нейрохірургічний центр» |
| За імплантуємі пристрої для лікування захворювань центральної нервової системи: науково-технічна розробка, виробництво та практичне застосування в закладах охорони здоров'я.                                    | Білошицький Олег Володимирович      | головний інженер товариства з обмеженою відповідальністю «Дитячий нейрохірургічний центр» |
| За імплантуємі пристрої для лікування захворювань центральної нервової системи: науково-технічна розробка, виробництво та практичне застосування в закладах охорони здоров'я.                                    | Яригін Борис Тимофійович            | інженер товариства з обмеженою відповідальністю «Дитячий нейрохірургічний центр» |
| За створення та впровадження у виробництво серії вітчизняних вибухозахищених асинхронних двигунів потужністю від 2,2 до 400 кВт для вибухонебезпечних виробництв України.                                        | Ширнін Іван Григорович              | доктор технічних наук, директор Українського науково-дослідного проектно-конструкторського та технологічного інституту вибухозахищеного та рудникового електрообладнання з дослідно-експериментальним виробництвом, м. Донецьк                       |
| За створення та впровадження у виробництво серії вітчизняних вибухозахищених асинхронних двигунів потужністю від 2,2 до 400 кВт для вибухонебезпечних виробництв України.                                        | Каїка Василь Васильович             | кандидат технічних наук, головний конструктор проекту Українського науково-дослідного проектно-конструкторського та технологічного інституту вибухозахищеного та рудникового електрообладнання з дослідно-експериментальним виробництвом, м. Донецьк |
| За створення та впровадження у виробництво серії вітчизняних вибухозахищених асинхронних двигунів потужністю від 2,2 до 400 кВт для вибухонебезпечних виробництв України.                                        | Дмитренко Юрій Іванович             | завідувач відділенням Українського науково-дослідного проектно-конструкторського та технологічного інституту вибухозахищеного та рудникового електрообладнання з дослідно-експериментальним виробництвом, м. Донецьк                                 |
| За створення та впровадження у виробництво серії вітчизняних вибухозахищених асинхронних двигунів потужністю від 2,2 до 400 кВт для вибухонебезпечних виробництв України.                                        | Красніков Геннадій Васильович       | завідувач відділу Українського науково-дослідного проектно-конструкторського та технологічного інституту вибухозахищеного та рудникового електрообладнання з дослідно-експериментальним виробництвом, м. Донецьк                                     |
| За створення та впровадження у виробництво серії вітчизняних вибухозахищених асинхронних двигунів потужністю від 2,2 до 400 кВт для вибухонебезпечних виробництв України.                                        | Федоренко Григорій Михайлович       | доктор технічних наук, головний науковий співробітник Інституту електродинаміки НАН України |
| За створення та впровадження у виробництво серії вітчизняних вибухозахищених асинхронних двигунів потужністю від 2,2 до 400 кВт для вибухонебезпечних виробництв України.                                        | Луговський Віктор Володимирович     | кандидат фізико-математичних наук, заступник начальника управління Міністерства промислової політики України |
| За створення та впровадження у виробництво серії вітчизняних вибухозахищених асинхронних двигунів потужністю від 2,2 до 400 кВт для вибухонебезпечних виробництв України.                                        | Захарченко Петро Іванович           | кандидат технічних наук, президент відкритого акціонерного товариства «Первомайський електромеханічний завод імені Карла Маркса», Луганська область                                                                                                  |
| За створення та впровадження у виробництво серії вітчизняних вибухозахищених асинхронних двигунів потужністю від 2,2 до 400 кВт для вибухонебезпечних виробництв України.                                        | Діренко Віталій Григорович          | головний конструктор відкритого акціонерного товариства «Первомайський електромеханічний завод імені Карла Маркса», Луганська область |
| За створення та впровадження у виробництво серії вітчизняних вибухозахищених асинхронних двигунів потужністю від 2,2 до 400 кВт для вибухонебезпечних виробництв України.                                        | Орлов Володимир Іванович            | директор відкритого акціонерного товариства «Південний електромашинобудівний завод», м. Нова Каховка |
| За цикл робіт «Теорія і практика створення антисигнатурних олігодезоксирибонуклеотидів як універсальних антимікробних засобів».                                                                                  | Скрипаль Іван Гаврилович            | член-кореспондент Національної академії наук України, заступник директора Інституту мікробіології і вірусології імені Д. К. Заболотного НАН України                                                                                                  |
| За цикл робіт «Теорія і практика створення антисигнатурних олігодезоксирибонуклеотидів як універсальних антимікробних засобів».                                                                                  | Панченко Лариса Петрівна            | кандидат біологічних наук, старший науковий співробітник Інституту мікробіології і вірусології імені Д. К. Заболотного НАН України |
| За цикл робіт «Теорія і практика створення антисигнатурних олігодезоксирибонуклеотидів як універсальних антимікробних засобів».                                                                                  | Малиновська Лариса Петрівна         | кандидат біологічних наук, науковий співробітник Інституту мікробіології і вірусології імені Д. К. Заболотного НАН України |
| За цикл робіт «Теорія і практика створення антисигнатурних олігодезоксирибонуклеотидів як універсальних антимікробних засобів».                                                                                  | Єгоров Олег Володимирович           | кандидат біологічних наук, науковий співробітник Інституту мікробіології і вірусології імені Д. К. Заболотного НАН України |
| За цикл робіт «Теорія і практика створення антисигнатурних олігодезоксирибонуклеотидів як універсальних антимікробних засобів».                                                                                  | Федоряк Дмитро Михайлович           | кандидат біологічних наук, завідувач лабораторії Інституту біоорганічної хімії та нафтохімії НАН України |
| За цикл робіт «Теорія і практика створення антисигнатурних олігодезоксирибонуклеотидів як універсальних антимікробних засобів».                                                                                  | Дубей Ігор Ярославович              | кандидат хімічних наук, провідний науковий співробітник Інституту молекулярної біології і генетики НАН України |
| За цикл робіт «Теорія і практика створення антисигнатурних олігодезоксирибонуклеотидів як універсальних антимікробних засобів».                                                                                  | Алексєєва Інна Володимирівна        | кандидат хімічних наук, старший науковий співробітник Інституту молекулярної біології і генетики НАН України |
| За цикл робіт «Теорія і практика створення антисигнатурних олігодезоксирибонуклеотидів як універсальних антимікробних засобів».                                                                                  | Шаламай Анатолій Севастянович       | кандидат хімічних наук, заступник генерального директора закритого акціонерного товариства "Науково-виробничий центр «Борщагівський хіміко-фармацевтичний завод»                                                                                     |
| За цикл робіт «Теорія і практика створення антисигнатурних олігодезоксирибонуклеотидів як універсальних антимікробних засобів».                                                                                  | Макітрук Василь Лукич               | начальник дільниці закритого акціонерного товариства "Науково-виробничий центр «Борщагівський хіміко-фармацевтичний завод» |
| За цикл робіт «Теорія і практика створення антисигнатурних олігодезоксирибонуклеотидів як універсальних антимікробних засобів».                                                                                  | Серебряний Саул Бенціонович         | доктор хімічних наук (посмертно) |
| За палеомагнітні дослідження в Україні (теорія, методологія та впровадження в практику нового напрямку в галузі наук про Землю)                                                                                  | Третяк Олександр Никифорович        | доктор геолого-мінералогічних наук, головний науковий співробітник Інституту геофізики імені С. І. Субботіна НАН України |
| За палеомагнітні дослідження в Україні (теорія, методологія та впровадження в практику нового напрямку в галузі наук про Землю)                                                                                  | Завойський Володимир Миколайович    | доктор фізико-математичних наук, провідний науковий співробітник Інституту геофізики імені С. І. Субботіна НАН України |
| За палеомагнітні дослідження в Україні (теорія, методологія та впровадження в практику нового напрямку в галузі наук про Землю)                                                                                  | Русаков Олег Максимович             | доктор геолого-мінералогічних наук, провідний науковий співробітник Інституту геофізики імені С. І. Субботіна НАН України |
| За палеомагнітні дослідження в Україні (теорія, методологія та впровадження в практику нового напрямку в галузі наук про Землю)                                                                                  | Глеваська Алла Михайлівна           | кандидат геолого-мінералогічних наук, старший науковий співробітник Інституту геофізики імені С. І. Субботіна НАН України |
| За палеомагнітні дослідження в Україні (теорія, методологія та впровадження в практику нового напрямку в галузі наук про Землю)                                                                                  | Михайлова Нінель Петрівна           | кандидат геолого-мінералогічних наук, колишній провідний науковий співробітник Інституту геофізики імені С. І. Субботіна НАН України |
| За палеомагнітні дослідження в Україні (теорія, методологія та впровадження в практику нового напрямку в галузі наук про Землю)                                                                                  | Цикора Всеволод Миколайович         | науковий співробітник Інституту геофізики імені С. І. Субботіна НАН України |
| За цикл робіт «Теорія та практика біотехнології випуску ксампану та енпосану, розробка наукових засад та технологій їх використання в текстильній, хімічній, харчовій промисловостях та сільському господарстві» | Гвоздяк Ростислав Ілліч             | доктор біологічних наук, завідувач відділу Інституту мікробіології і вірусології імені Д. К. Заболотного НАН України |
| За цикл робіт «Теорія та практика біотехнології випуску ксампану та енпосану, розробка наукових засад та технологій їх використання в текстильній, хімічній, харчовій промисловостях та сільському господарстві» | Воцелко Світлана Костянтинівна      | кандидат біологічних наук, старший науковий співробітник Інституту мікробіології і вірусології імені Д. К. Заболотного НАН України |
| За цикл робіт «Теорія та практика біотехнології випуску ксампану та енпосану, розробка наукових засад та технологій їх використання в текстильній, хімічній, харчовій промисловостях та сільському господарстві» | Литвинчук Ольга Олександрівна       | кандидат біологічних наук, науковий співробітник Інституту мікробіології і вірусології імені Д. К. Заболотного НАН України |
| За цикл робіт «Теорія та практика біотехнології випуску ксампану та енпосану, розробка наукових засад та технологій їх використання в текстильній, хімічній, харчовій промисловостях та сільському господарстві» | Болоховська Валентина Антонівна     | кандидат технічних наук, заступник директора Державного підприємства «Ензим», Вінницька область |
| За цикл робіт «Теорія та практика біотехнології випуску ксампану та енпосану, розробка наукових засад та технологій їх використання в текстильній, хімічній, харчовій промисловостях та сільському господарстві» | Мартинюк Наталія Борисівна          | начальник лабораторії Державного підприємства «Ензим», Вінницька область |
| За цикл робіт «Теорія та практика біотехнології випуску ксампану та енпосану, розробка наукових засад та технологій їх використання в текстильній, хімічній, харчовій промисловостях та сільському господарстві» | Нагорна Ольга Володимирівна         | начальник лабораторії Державного підприємства «Ензим», Вінницька область |
| За цикл робіт «Теорія та практика біотехнології випуску ксампану та енпосану, розробка наукових засад та технологій їх використання в текстильній, хімічній, харчовій промисловостях та сільському господарстві» | Сарібеков Георгій Савович           | доктор технічних наук, проректор Херсонського державного технічного університету |
| За цикл робіт «Теорія та практика біотехнології випуску ксампану та енпосану, розробка наукових засад та технологій їх використання в текстильній, хімічній, харчовій промисловостях та сільському господарстві» | Гнідець Василь Петрович             | кандидат хімічних наук, старший науковий співробітник Херсонського державного технічного університету |
| За цикл робіт «Теорія та практика біотехнології випуску ксампану та енпосану, розробка наукових засад та технологій їх використання в текстильній, хімічній, харчовій промисловостях та сільському господарстві» | Калакура Марія Михайлівна           | кандидат технічних наук, завідувач кафедри Київського національного торговельно-економічного університету |
| За цикл робіт «Теорія та практика біотехнології випуску ксампану та енпосану, розробка наукових засад та технологій їх використання в текстильній, хімічній, харчовій промисловостях та сільському господарстві» | Матишевська Марія Степанівна        | доктор біологічних наук (посмертно) |
| За цикл робіт «Ймовірносно-статистичні методи в проблемах надійності та безпеки інформаційних технологій». | Коваленко Ігор Миколайович          | академік Національної академії наук України, завідувач відділу Інституту кібернетики імені В. М. Глушкова НАН України |
| За цикл робіт «Ймовірносно-статистичні методи в проблемах надійності та безпеки інформаційних технологій». | Парасюк Іван Миколайович            | доктор технічних наук, завідувач відділу Інституту кібернетики імені В. М. Глушкова НАН України |
| За цикл робіт «Ймовірносно-статистичні методи в проблемах надійності та безпеки інформаційних технологій». | Стойкова Лідія Степанівна           | доктор фізико-математичних наук, старший науковий співробітник Інституту кібернетики імені В. М. Глушкова НАН України |
| За цикл робіт «Ймовірносно-статистичні методи в проблемах надійності та безпеки інформаційних технологій». | Кузнєцов Микола Юрійович            | доктор технічних наук, провідний науковий співробітник Інституту кібернетики імені В. М. Глушкова НАН України |
| За цикл робіт «Ймовірносно-статистичні методи в проблемах надійності та безпеки інформаційних технологій». | Шпак Валентин Дорофійович           | доктор технічних наук, провідний науковий співробітник Інституту кібернетики імені В. М. Глушкова НАН України |
| За цикл робіт «Ймовірносно-статистичні методи в проблемах надійності та безпеки інформаційних технологій». | Фаль Олексій Михайлович             | кандидат фізико-математичних наук, провідний науковий співробітник Інституту кібернетики імені В. М. Глушкова НАН України |
| За цикл робіт «Ймовірносно-статистичні методи в проблемах надійності та безпеки інформаційних технологій». | Кочубінський Анатолій Іванович      | кандидат фізико-математичних наук, науковий співробітник Інституту кібернетики імені В. М. Глушкова НАН України |
| За цикл робіт «Ймовірносно-статистичні методи в проблемах надійності та безпеки інформаційних технологій». | Великий Анатолій Павлович           | член-кореспондент Національної академії наук України, директор Державного науково-дослідного інституту інформатизації та моделювання економіки |
| За цикл робіт «Ймовірносно-статистичні методи в проблемах надійності та безпеки інформаційних технологій». | Гупало Анатолій Михайлович          | доктор фізико-математичних наук, директор Науково-навчального центру прикладної інформатики НАН України |
| За цикл робіт «Ймовірносно-статистичні методи в проблемах надійності та безпеки інформаційних технологій». | Савчук Михайло Миколайович          | доктор фізико-математичних наук, завідувач кафедри Національного технічного університету України «Київський політехнічний інститут» |
| За цикл монографій «Функціонально-аналітичні та групові методи сучасної математичної фізики» | Петрина Дмитро Якович               | член-кореспондент Національної академії наук України, завідувач відділу Інституту математики НАН України |
| За цикл монографій «Функціонально-аналітичні та групові методи сучасної математичної фізики» | Нікітін Анатолій Глібович           | доктор фізико-математичних наук, завідувач відділу Інституту математики НАН України |
| За цикл монографій «Функціонально-аналітичні та групові методи сучасної математичної фізики» | Герасименко Віктор Іванович         | доктор фізико-математичних наук, провідний науковий співробітник Інституту математики НАН України |
| За цикл монографій «Функціонально-аналітичні та групові методи сучасної математичної фізики» | Малишев Петро Віталійович           | кандидат фізико-математичних наук, старший науковий співробітник Інституту математики НАН України |
| За цикл монографій «Функціонально-аналітичні та групові методи сучасної математичної фізики» | Клімик Анатолій Улянович            | доктор фізико-математичних наук, завідувач відділу Інституту теоретичної фізики імені М. М. Боголюбова НАН України |
| За цикл монографій «Функціонально-аналітичні та групові методи сучасної математичної фізики» | Фущич Вільгельм Ілліч               | член-кореспондент Національної академії наук України (посмертно) |
| За підручник «Лазерна фізика», друге видання, К.: Леся, 1999 | Коротков Павло Андрійович           | доктор фізико-математичних наук, професор Київського національного університету імені Тараса Шевченка |
| За підручник «Лазерна фізика», друге видання, К.: Леся, 1999 | Григорук Валерій Іванович           | кандидат фізико-математичних наук, доцент Київського національного університету імені Тараса Шевченка |
| За підручник «Лазерна фізика», друге видання, К.: Леся, 1999 | Хижняк Анатолій Іванович            | доктор фізико-математичних наук, заступник директора Міжнародного центру «Інститут прикладної оптики» НАН України |
| За підручник «Урологія», К.: Вища школа, 1993 | Возіанов Олександр Федорович        | академік Національної академії наук України, директор Інституту урології та нефрології |
| За підручник «Урологія», К.: Вища школа, 1993 | Люлько Олексій Володимирович        | доктор медичних наук, проректор Дніпропетровської державної медичної академії |